# Pouvoir central provisoire
Le Pouvoir central provisoire (Provisorische Zentralgewalt en allemand) est le gouvernement mis en place par le Parlement de Francfort en 1848 lors des événements de la révolution de Mars. Il constitue son exécutif et est compétent pour l'ensemble du territoire de la Confédération germanique.

## Formation

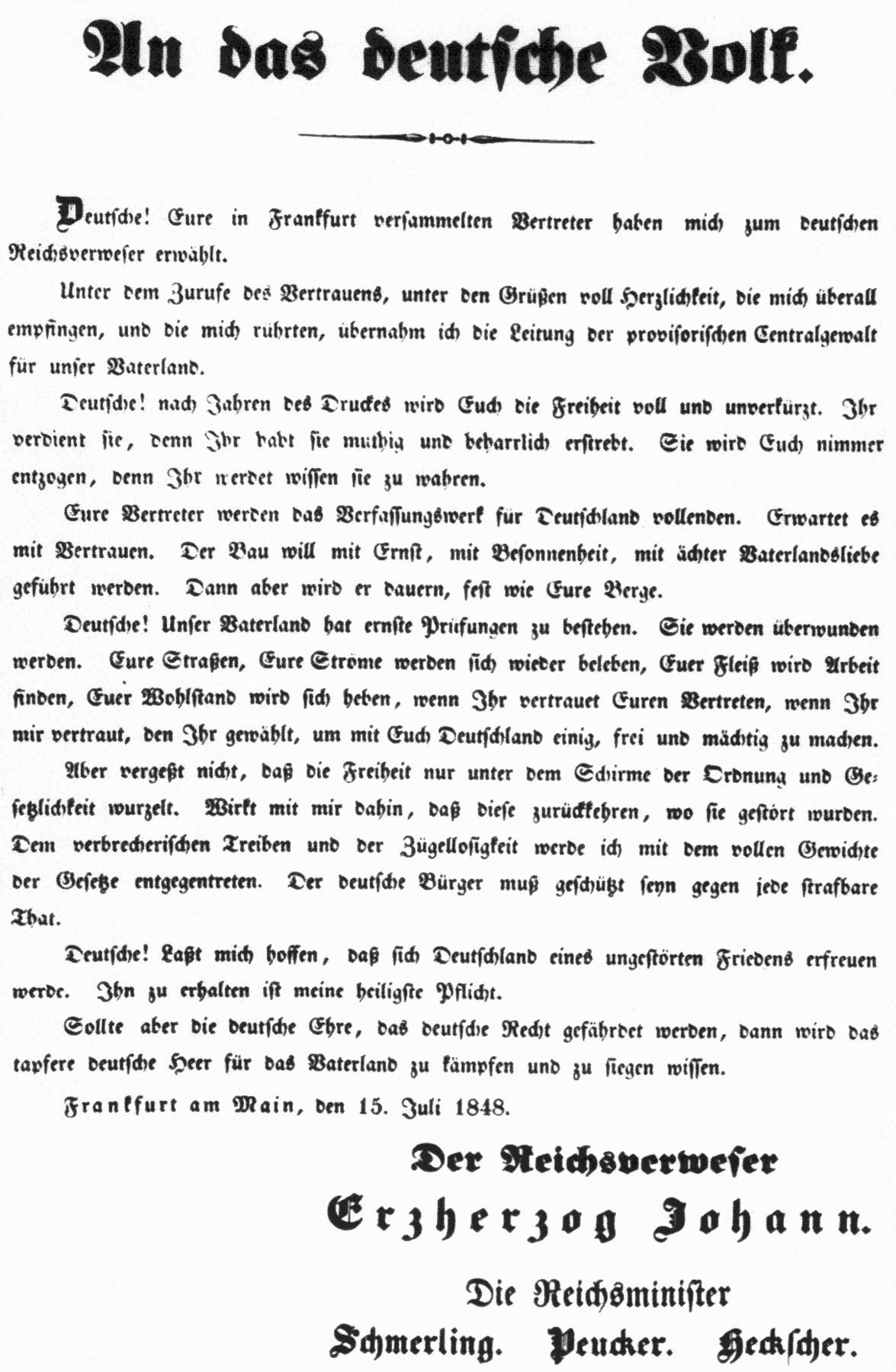
Proclamation du régent impérial le 15 juillet 1848

L'assemblée nationale de Francfort, élue début 1848 à la suite de la Révolution de Mars, ne possède pas de gouvernement légitime au départ.
Elle se place en effet dans la tradition de la confédération germanique dont l'unique institution fédérale était le Bundestag, une assemblée permanente de diplomates des différents États membres.
Cette assemblée n'avait alors qu'un pouvoir décisionnel très limité.
Au parlement de Francfort, la gauche réclame donc la formation d'un gouvernement révolutionnaire issu du parlement.
La fraction casino privilégie au départ un directoire à trois contrebalancé par un comité exécutif. Toutefois l'expérience du pré-parlement a montré que ce mode de fonctionnement est difficile à mettre en place. La gauche propose de donner le pouvoir à un président, mais la motion est rejetée par 355 voix à 171. La droite quant à elle veut garantir un droit de réserve au gouvernement, la proposition est largement rejetée à 512 voix à 31.
Finalement la proposition de Heinrich von Gagern faite dans son discours du 24 juin 1848 trouve un large consensus.
Le 28 juin 1848, l'assemblée fait donc voter la loi pour l'introduction d'un pouvoir central provisoire pour l'Allemagne au parlement.
Cette dernière passe par 450 voix pour à 100 contre.
Elle prévoit la création d'un poste de régent impérial élu par l'assemblée qui serait la figure de proue du nouveau gouvernement. 
Le lendemain, l'archiduc Jean-Baptiste d'Autriche est choisi pour occuper la fonction.
Le gouvernement est lui-même constitué de différents ministères et dirigé par le ministre-président (souvent traduit par premier ministre en français). 
Par ailleurs, des ministères spécialisés et un service de diplomatie propre sont créés, mettant sur pieds les prémices d'une administration gouvernementale centralisée. 
Cependant à cause du manque de moyens, les membres de ces services proviennent en général directement de l'hémicycle.
Le siège du pouvoir central provisoire est le palais Thurn und Taxis à Francfort-sur-le-Main.
Le Bundestag de la confédération germanique déclare sa tâche achevée et transfère ses compétences au parlement de Francfort, respectivement au pouvoir central, le 12 juillet 1848.
Le régent impérial nomme directement après le prince Karl zu Leiningen au poste de ministre-président.
Il n'est cependant pas reconnu ni par la Grande-Bretagne ni par la France. Parmi les grandes puissances seuls les États-Unis reconnaissent le nouveau pouvoir. La Belgique, la Suède, les Pays-Bas, la Sardaigne, Naples, la Grèce et la Suisse en font de même.

## Ministre-président du gouvernement impérial
- Karl zu Leiningen du 15 juillet 1848 au 5 septembre 1848
- Anton von Schmerling du 24 septembre 1848 au 15 décembre 1848
- Heinrich von Gagern du 17 décembre 1848 au 10 mai 1849[3]

## Difficultés
Le pouvoir central manque toutefois d'une administration puissante et d'une armée qui lui permettent de rivaliser avec les États allemands censés lui être soumis.
Un revers symbolique a lieu le 16 juillet 1848 lorsque le ministre de la guerre d'alors envoie l'ordre à toutes les garnisons du pays d'organiser une parade le 6 août en l'honneur du nouveau régent impérial. Toutefois les États de taille moyenne, la Prusse et l'Autriche refusent, mettant au grand jour la faiblesse du nouvel organe décideur.

## Fin du gouvernement
Après le refus de la couronne impériale par le roi de Prusse Frédéric-Guillaume IV, l'assemblée nationale se disloque et une série d'émeutes se déclenche dans le pays pour imposer par la force la constitution de Francfort aux princes des différents États allemand.
En juin 1849, le parlement croupion, c'est-à-dire les députés restant du parlement de Francfort s'étant exilés à Stuttgart, n'est pas reconnu par le pouvoir central provisoire. Au contraire, il considère que l'assemblée nationale a été dissoute.
La fin des émeutes en juillet 1849, vaincues par l'armée prussienne à Rastatt, met fin à la révolution de Mars et rend par conséquent le pouvoir central superflu. L'archiduc Jean-Batipste démissionne.
Le 2 septembre 1850 le Bundestag de la confédération germanique est rétabli par ses membres.